# Арена Салливан
Арена имени Джорджа М. Салливана (англ. George M. Sullivan Arena; также употребляется наименование «Арена Салливан»; в разговорной речи часто упоминается как «Салли») — многофункциональный спортивный комплекс на 6290 зрителей, расположенный в Анкоридже, Аляска, США. Являлась домашней площадкой для профессиональной хоккейной команды, «Аляска Эйсез» из Хоккейной лиги Восточного побережья; в настоящее время принимает матчи команды Аляскинского университета в Анкоридже «Аляска Анкоридж Сивулвз», выступающей на студенческом уровне хоккейных лиг Северной Америки. Также здесь проводились соревнования по баскетболу, смешанным боевым искусствам, американскому футболу в зале и прочие спортивные события и развлекательные мероприятия. Арена была открыта в 1983 году и находится к востоку от «Стадиона Мулкахи» на территории спортивного комплекса «Честер крик». В 1989 году наряду с Мемориальным центром имени Гарри Дж. МакДональда, расположенном в Игл-Ривере, «Арена Салливан» принимала Чемпионат мира по хоккею с шайбой среди молодёжных команд.
Арена названа в честь бывшего мэра Анкориджа Джорджа М. Салливана и является собственностью муниципалитета города.
На хоккейных матчах «Арена Салливан» вмещает до 6251 зрителя с постоянной возможностью увеличить это число до 6451. С учётом мест, отведенных для инвалидных колясок, вместимость сооружения составляет 6290. В отличие от большинства арен Северной Америки, где размеры площадки соответствуют нормам НХЛ (61 м × 26 м), габариты катка на «Арене Салливан» соответствуют правилам ИИХФ (61 м × 30 м).